# Chlenias hemichroma
Chlenias hemichroma là một loài bướm đêm trong họ Geometridae.